# Сампраті
Сампраті — правитель імперії Маур'їв від 224 до 215 року до н. е. Був сином сліпого Кунали й онуком Ашоки. Успадкував владу від свого двоюрідного брата Дашаратхи.

## Життєпис
Батько Сампраті, Кунала, був сином головної дружини Ашоки, Падмаваті (яка сповідувала джайнізм), але внаслідок змови був засліплений та позбавлений права спадкування престолу. Кунала жив в Удджайні, де й виховувався Сампраті. За якийсь час Кунала та Сампраті наблизились до двору Ашоки та спробували домогтись трону. Ашока не міг передати трон своєму сліпому сину, однак був вражений військовою та управлінською майстерністю Сампраті, тому оголосив його наступником Дашаратхи.
Сампраті керував державою і з Паталіпутри, і з Удджайна. Часи правління Сампраті відомі, передусім, будівництвом джайнських храмів як на території Індії (зокрема у Гуджараті та Удджайні), так і за її межами. Відповідно до джайнських текстів, Сампраті не мав дітей. Сам він пояснював це наслідком своєї карми, тому прискіпливо дотримувався релігійних звичаїв.